# Forte Umberto I
Il forte Umberto I - o torre corazzata Umberto I - è un edificio militare che fa parte del sistema fortificato del Golfo della Spezia ed è situato nella punta nordorientale (punta Scola) dell'isola della Palmaria nel comune di Portovenere, in provincia della Spezia.
Di proprietà dell'ente provinciale spezzino fa parte, assieme al forte Cavour e alla Batteria del Semaforo, delle postazioni difensive della Palmaria nell'ambito del Sistema fortificato del Golfo della Spezia.

## Storia e descrizione
La sua costruzione, su progetto del tenente colonnello Ferdinando Spegazzini, avvenne tra il 1887 e il 1890 e fu decisa del Regno d'Italia per impiegarlo come batteria bassa a 30 metri sul livello del mare.
La propaggine montuosa che scende al mare fu in parte sbancata per costruire l’edificio in modo da fondersi con lo sperone roccioso. Il risultato è che la costruzione segue l’andamento del terreno, nascosta quasi in una nicchia, tanto che dal mare risulta invisibile, completamente celata alla vista delle navi. Anche da terra il forte risulta difficilmente aggredibile, mostrando solamente due lati esposti ad eventuali attacchi.
La particolarità di questa batteria era quella di avere due cannoni Krupp (400/25, lunghi 14 metri, pesanti 121 tonnellate ciascuno, con un campo di tiro di 270° e una gittata di 5000 metri, una cupola in ghisa (costituita da quindici piastre dal peso di 87,50 tonnellate ciascuna) per affrontare una possibile rappresaglia navale direttamente dall'isola.
I meccanismi per lo spostamento degli armamenti erano coadiuvati da un impianto a vapore a quattro caldaie di tipo "Cornovaglia". Si è calcolato che per realizzare questo tipo di affusto corazzato furono spesi quasi dieci milioni di lire dell'epoca tanto che, forse per l'alto costo, ne esiste un solo similare edificio sull'isola di San Paolo a Taranto - il forte Vittorio Emanuele II - realizzato tra il 1883 e il 1901.
Negli anni trenta del XX secolo alla fortezza venne aggiunta una batteria antiaerea - detta dello Schenello - avente sei cannoni da 76/40 disposti attorno alla preesistente cupola.
Dismesso dopo la Seconda guerra mondiale, intorno agli anni cinquanta, il sito difensivo fu convertito in carcere militare e quindi dopo pochi mesi nuovamente abbandonato.
Al forte si accede attraverso portali a bugnato; sono architettonicamente interessanti anche i doccioni metallici dalle forme zoomorfe, decorazioni del tutto inconsuete nelle costruzioni militari del tempo.
Acquistato dalla Provincia della Spezia, il forte è stato recuperato e restaurato con fondi europei dopo una convenzione tra l'ente provinciale e il comune di Portovenere. Gestito dalla Fondazione Marenostrum, fondata nel 2002, è divenuto sede di un centro culturale legato al mare con spazi espositivi, congressuali e laboratori didattici nel campo dell'archeologia subacquea e delle scienze marine.
Nel 2016 è partito un progetto per aprire il forte alle visite. Il programma prevede di garantire un'apertura passiva di una struttura fortificata in modo da comprendere se dei visitatori occasionali della Palmaria modificassero il proprio programma per visitare questa struttura, la sperimentazione ha avuto sede nella Torre Umberto I.
Come altri forti del sistema difensivo del Golfo, anche il forte Umberto I è incluso nel Catalogo Generale dei Beni Culturali.